# Hässleholms församling
Hässleholms församling är en församling i Göinge kontrakt i Lunds stift. Församlingen ligger i Hässleholms kommun i Skåne län och utgör ett eget pastorat.

## Administrativ historik
Församlingen bildades 1 maj 1910 genom utbrytning ur Stoby församling och Vankiva församling.
Församlingen var till 1942 annexförsamling i pastoratet Stoby, Norra Sandby och Hässleholm. Från 1942 utgör församlingen ett eget pastorat. Församlingen införlivade 2014 Stoby och Hästveda församlingar.

## Organister
| Verksam | Namn               | Levnadstid | Övrigt |
| ------- | ------------------ | ---------- | ------ |
| 1959–   | Bengt Ivar Persson | 1922–      | [ 4 ]  |

## Kyrkor

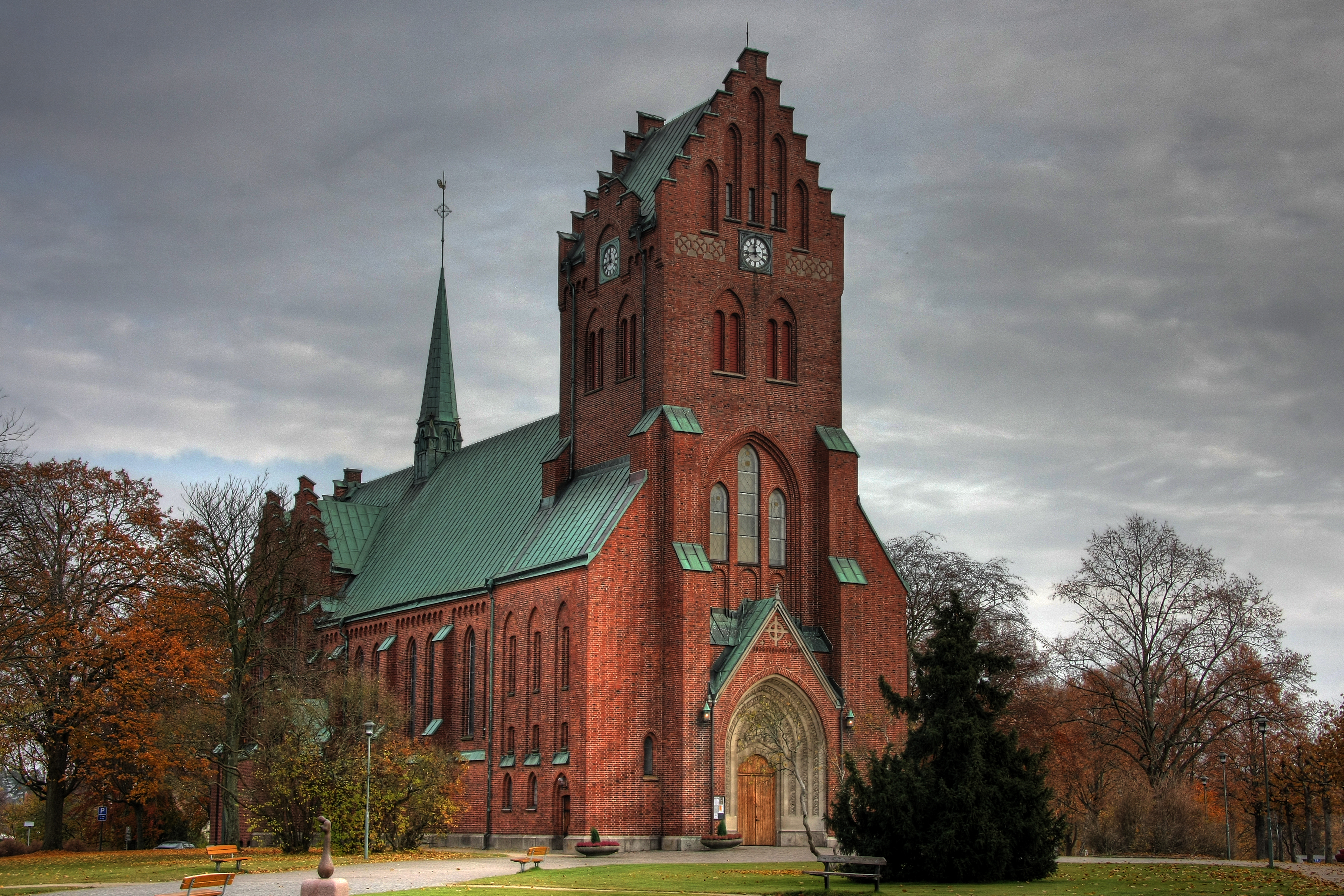
Hässleholms kyrka
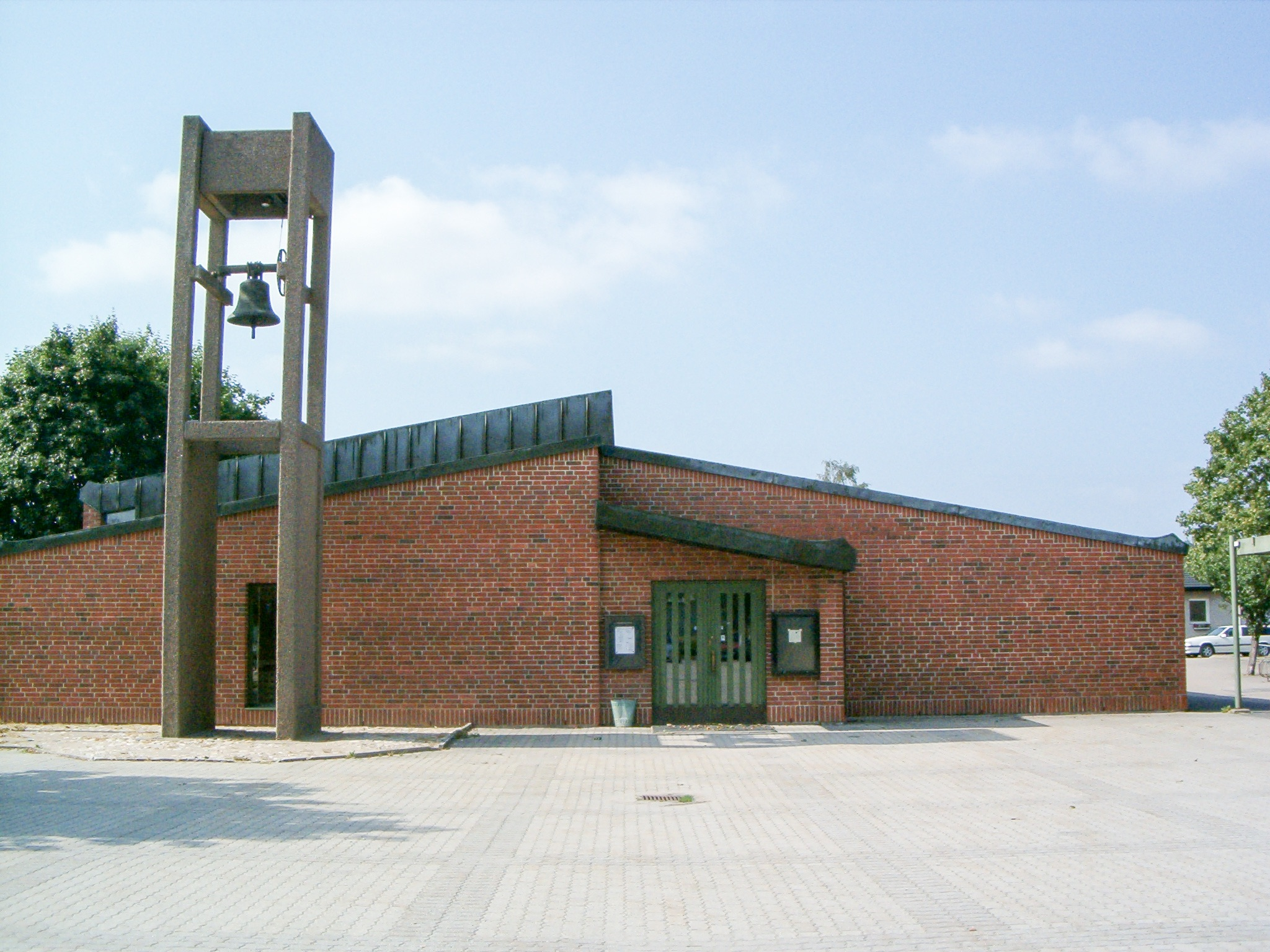
Ljungdalakyrkan
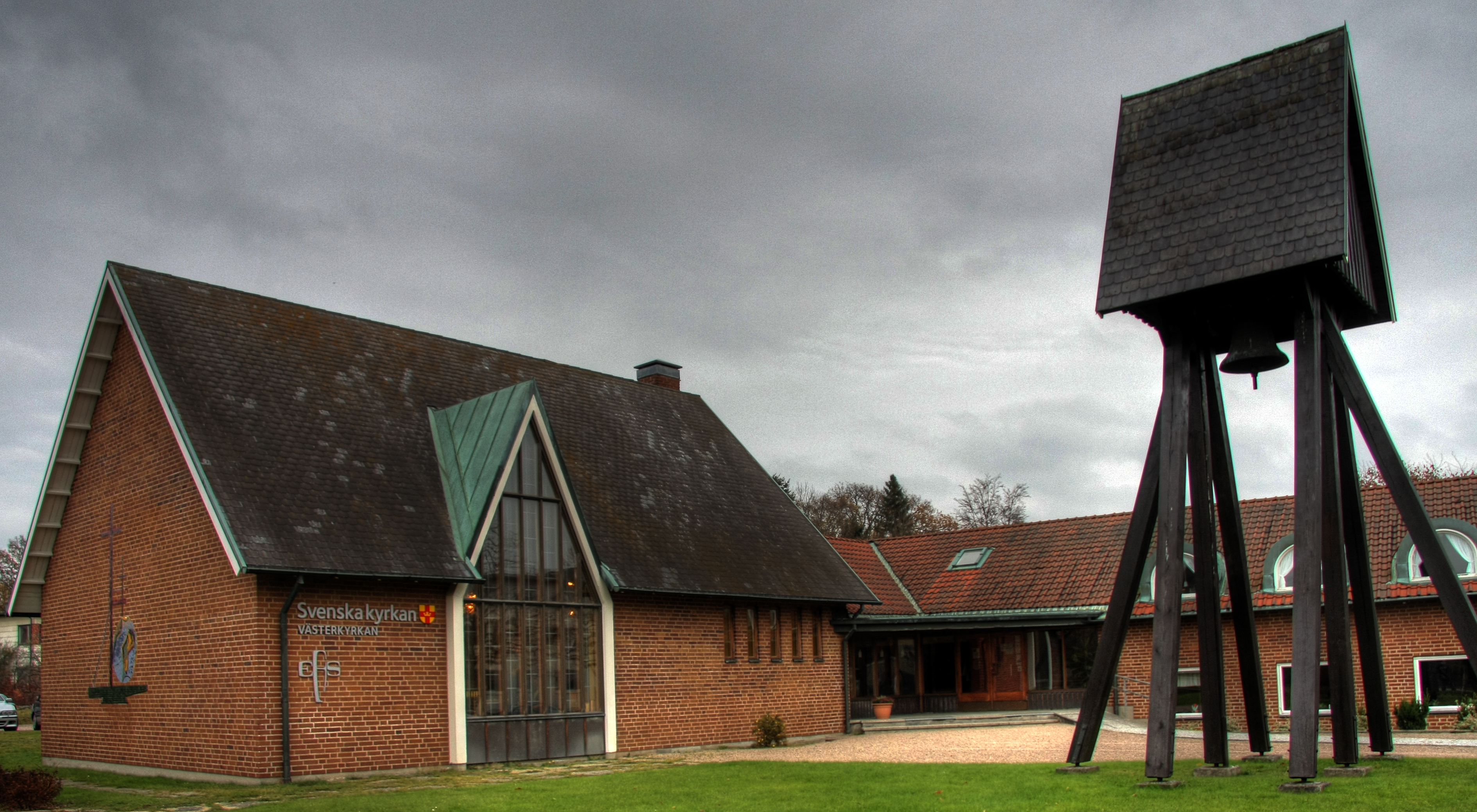
Västerkyrkan
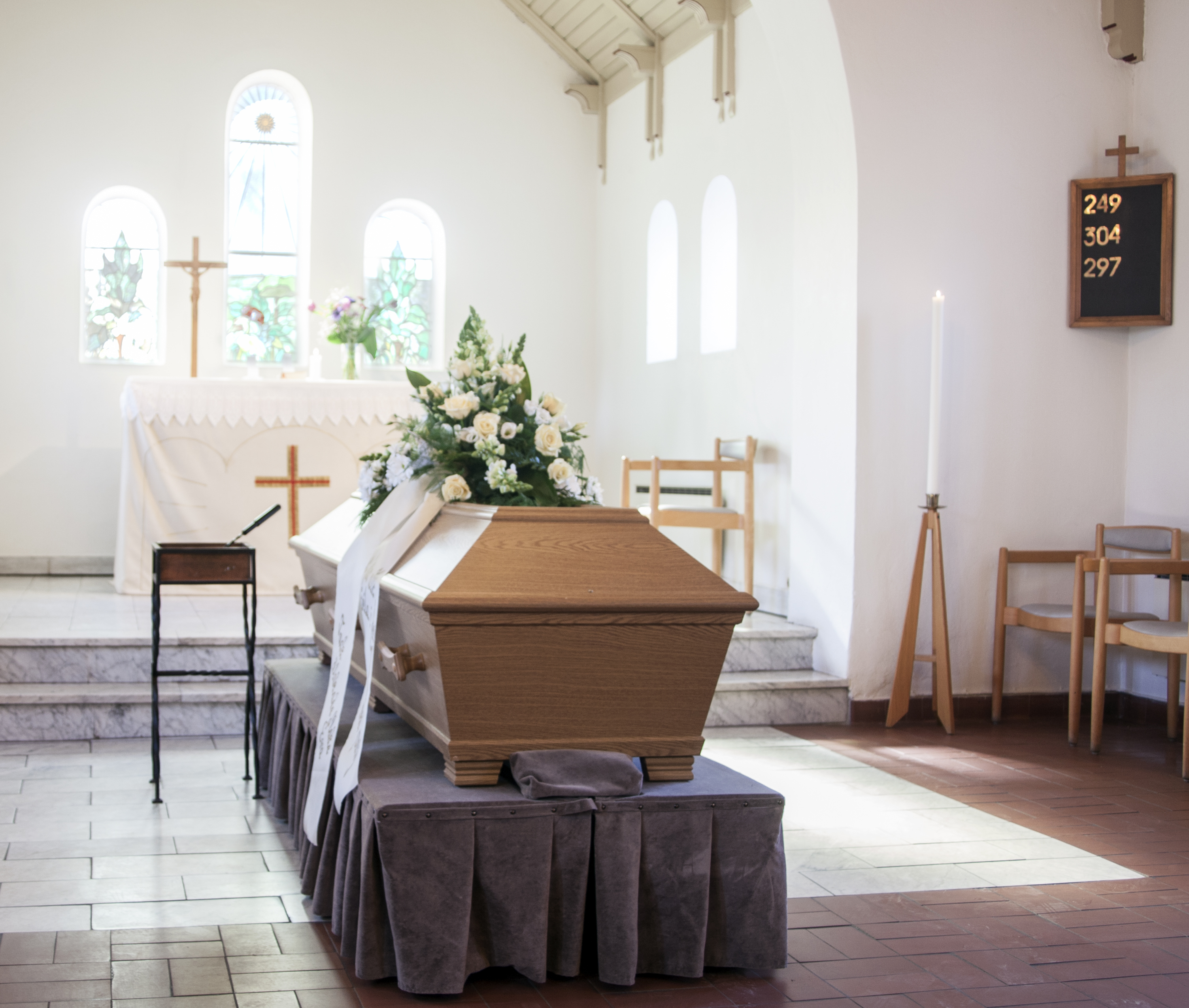
Östra kyrkogårdens gravkapell
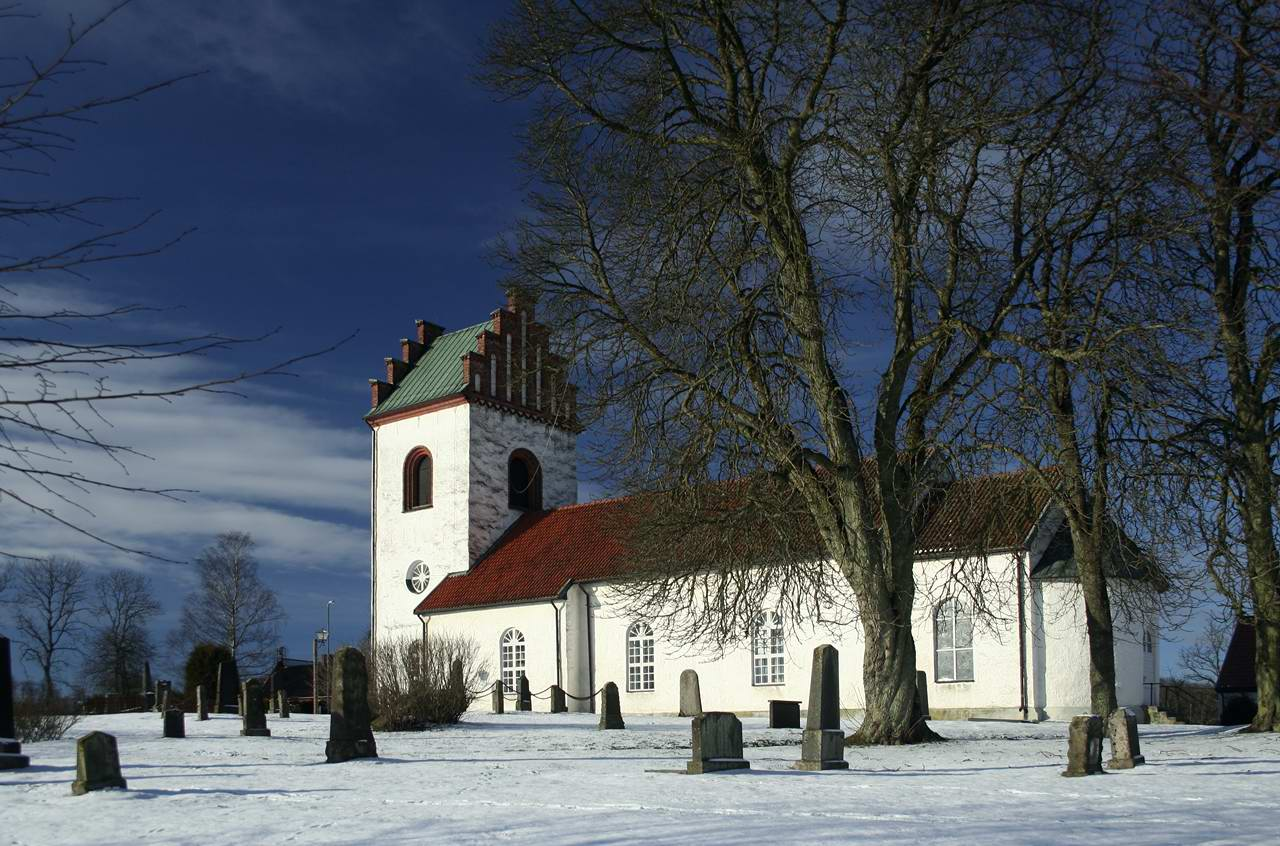
Stoby kyrka
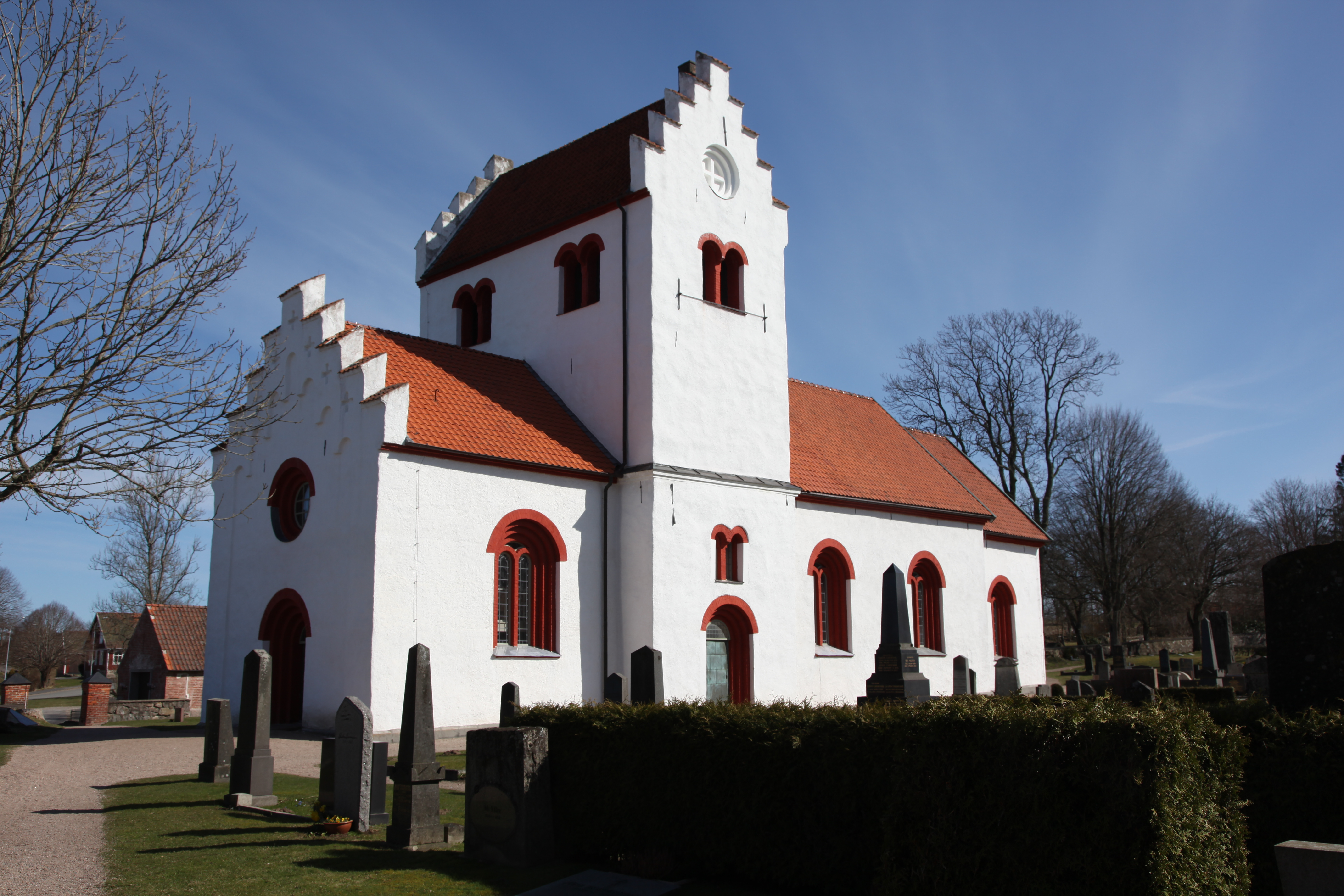
Hästveda kyrka
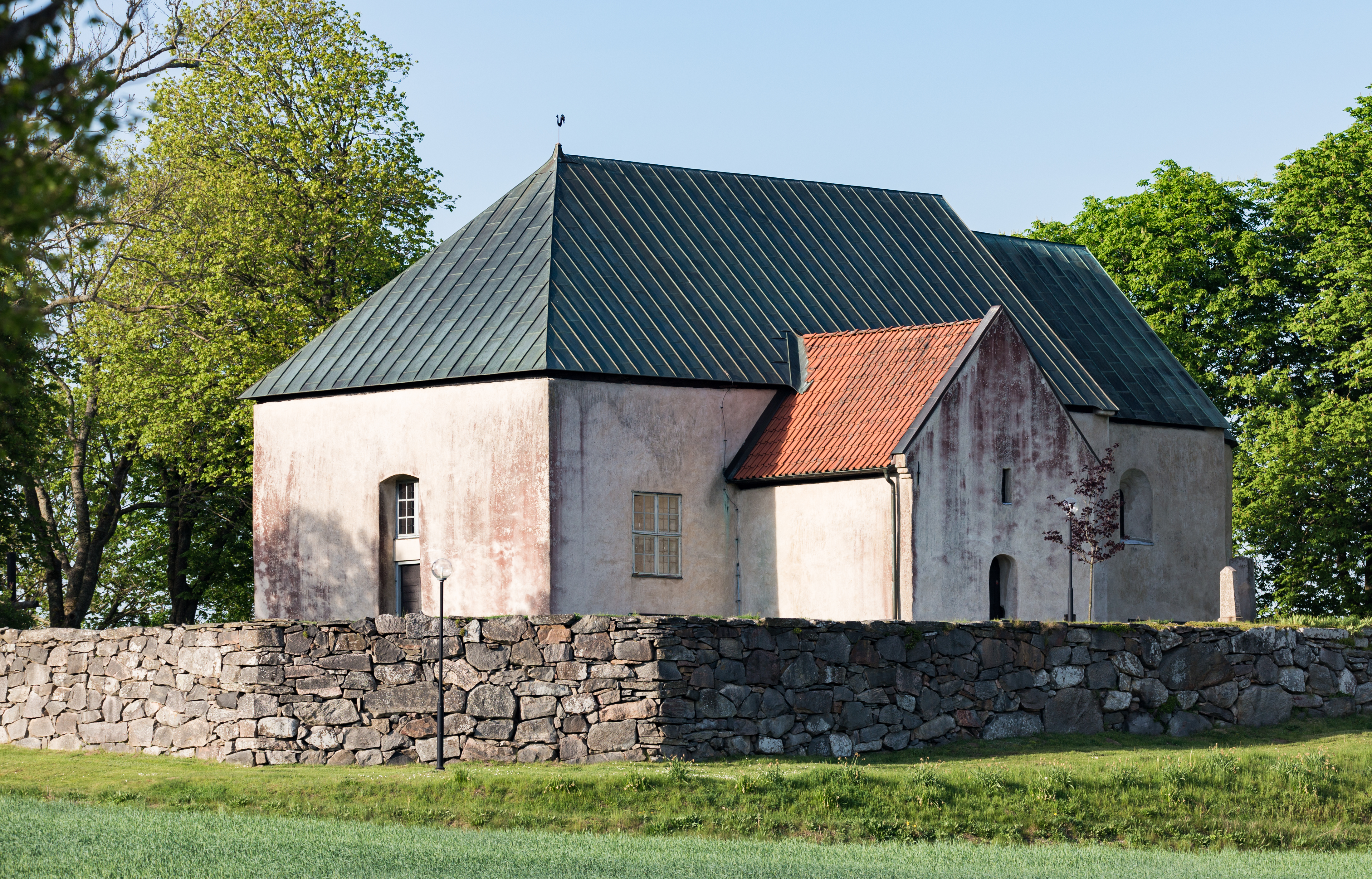
Ignaberga gamla kyrka
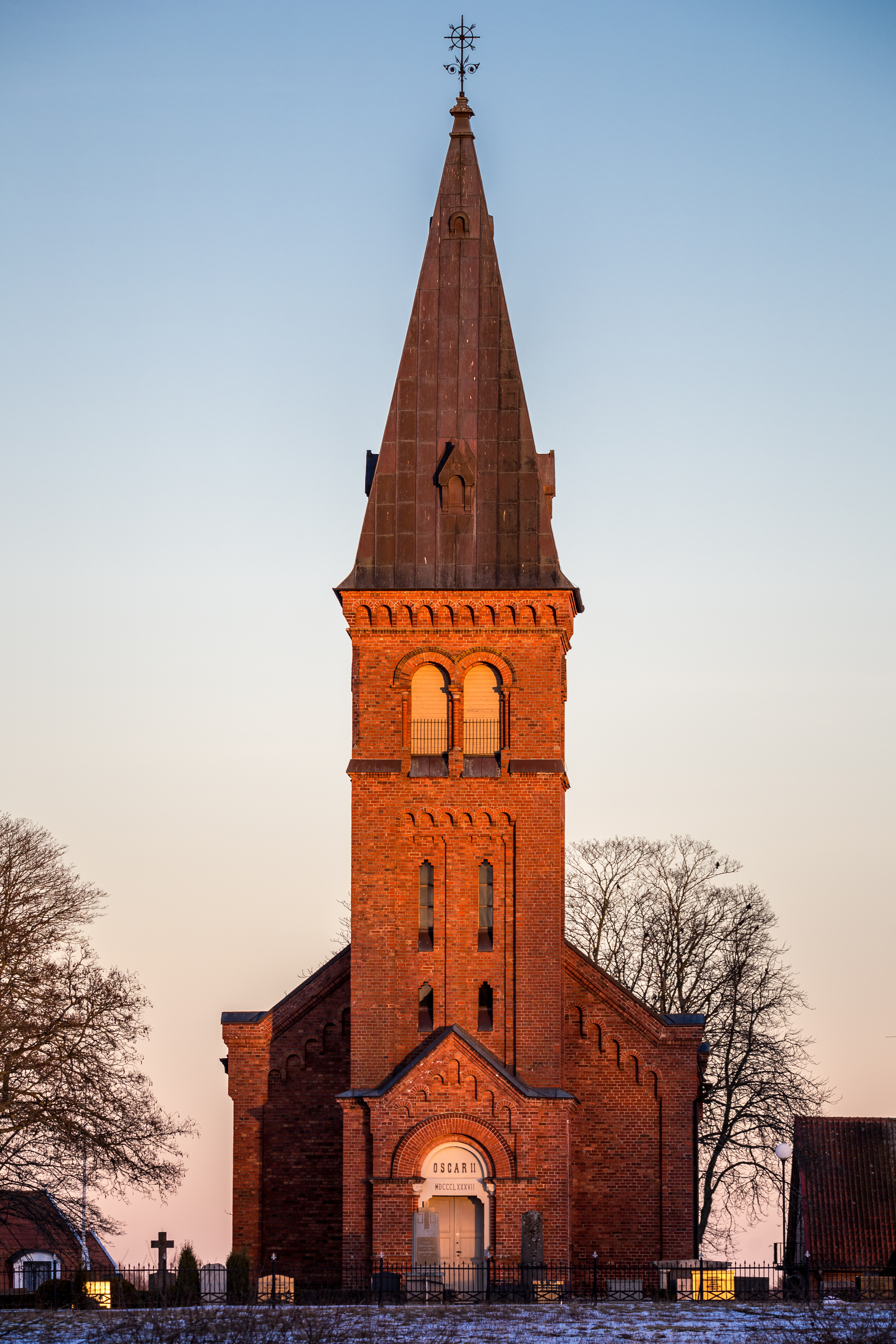
Ignaberga nya kyrka
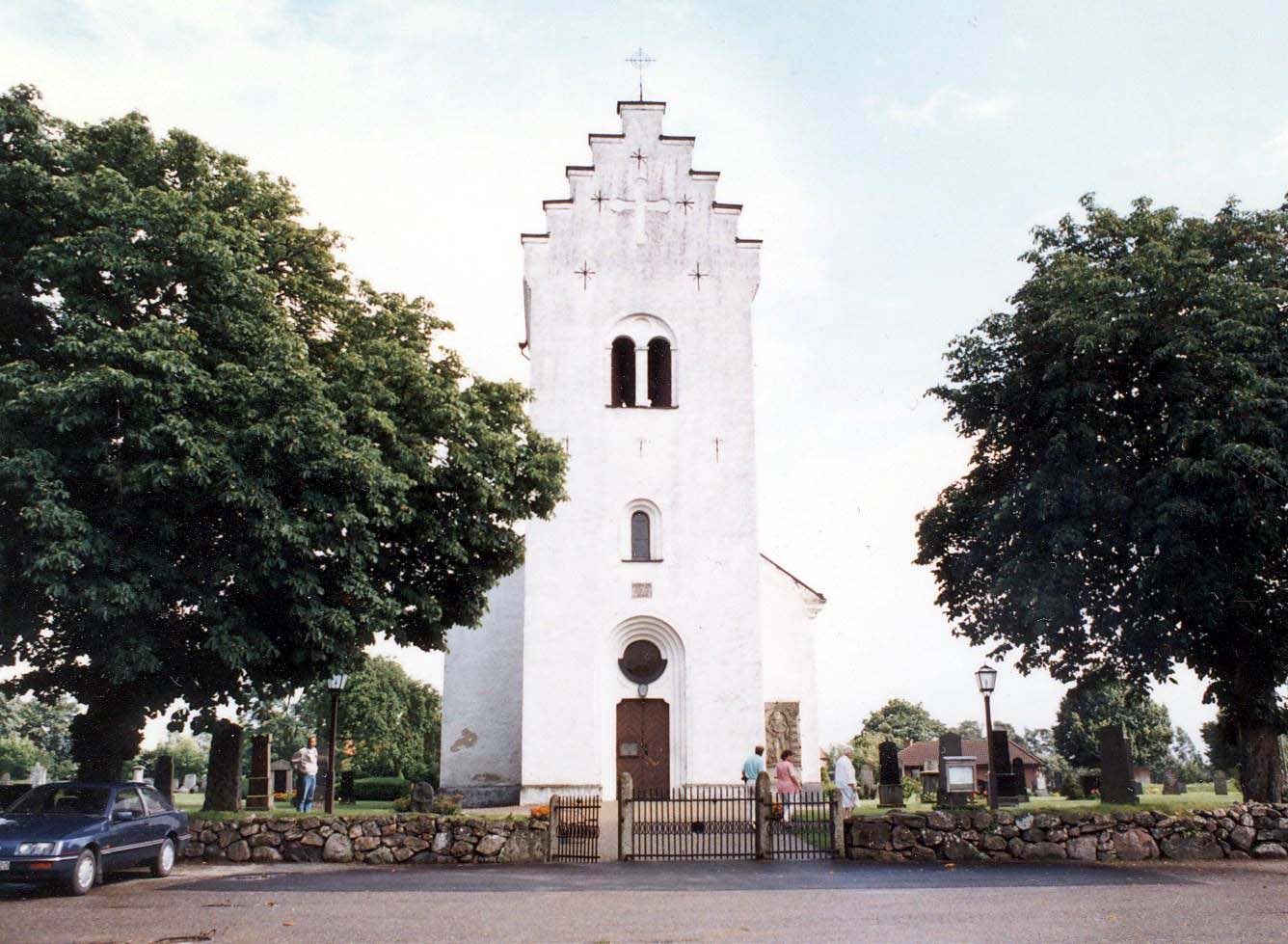
Norra Sandby kyrka